# Bunker 599

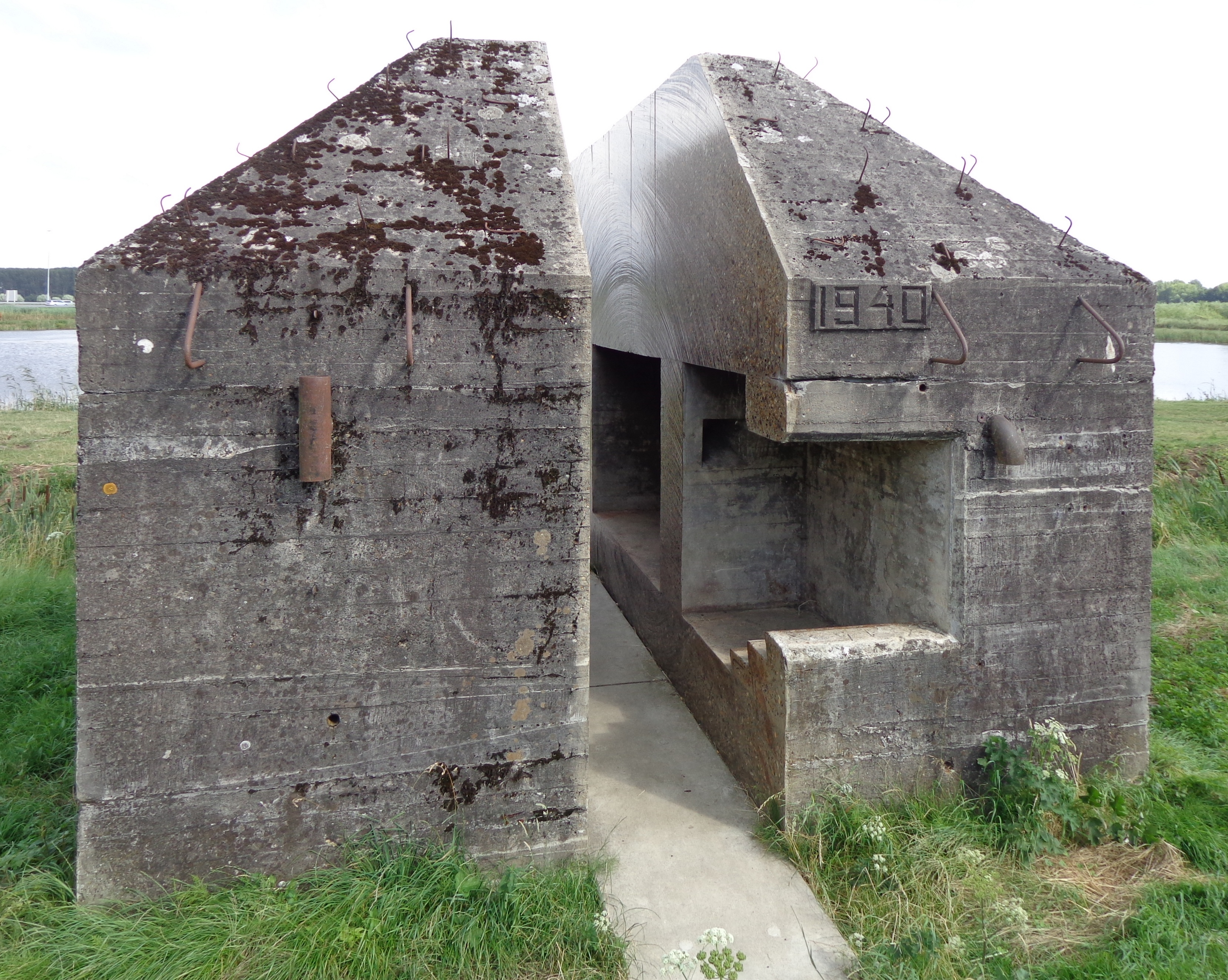
Bunker 599

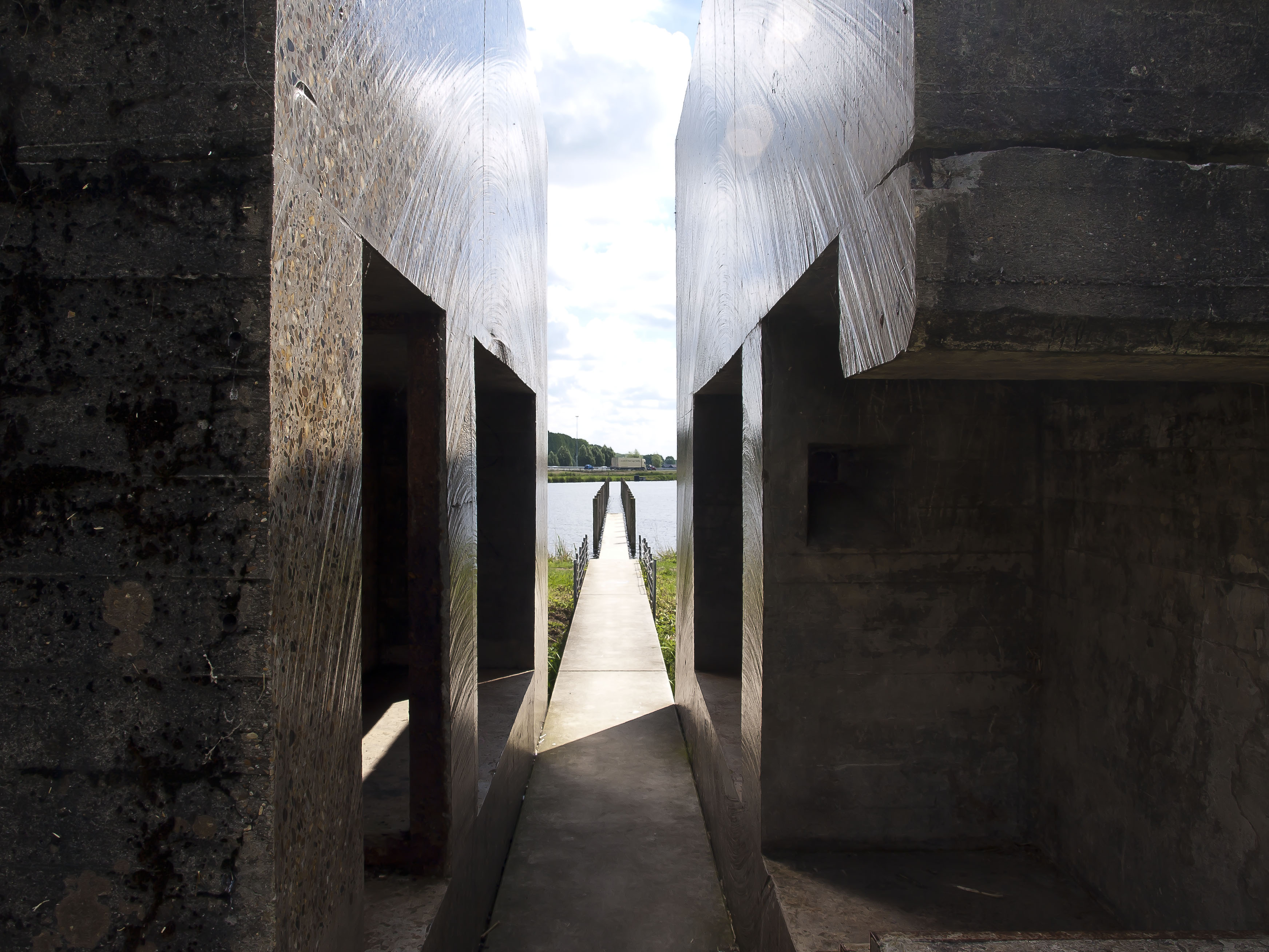
Blick vom Bunker zum See

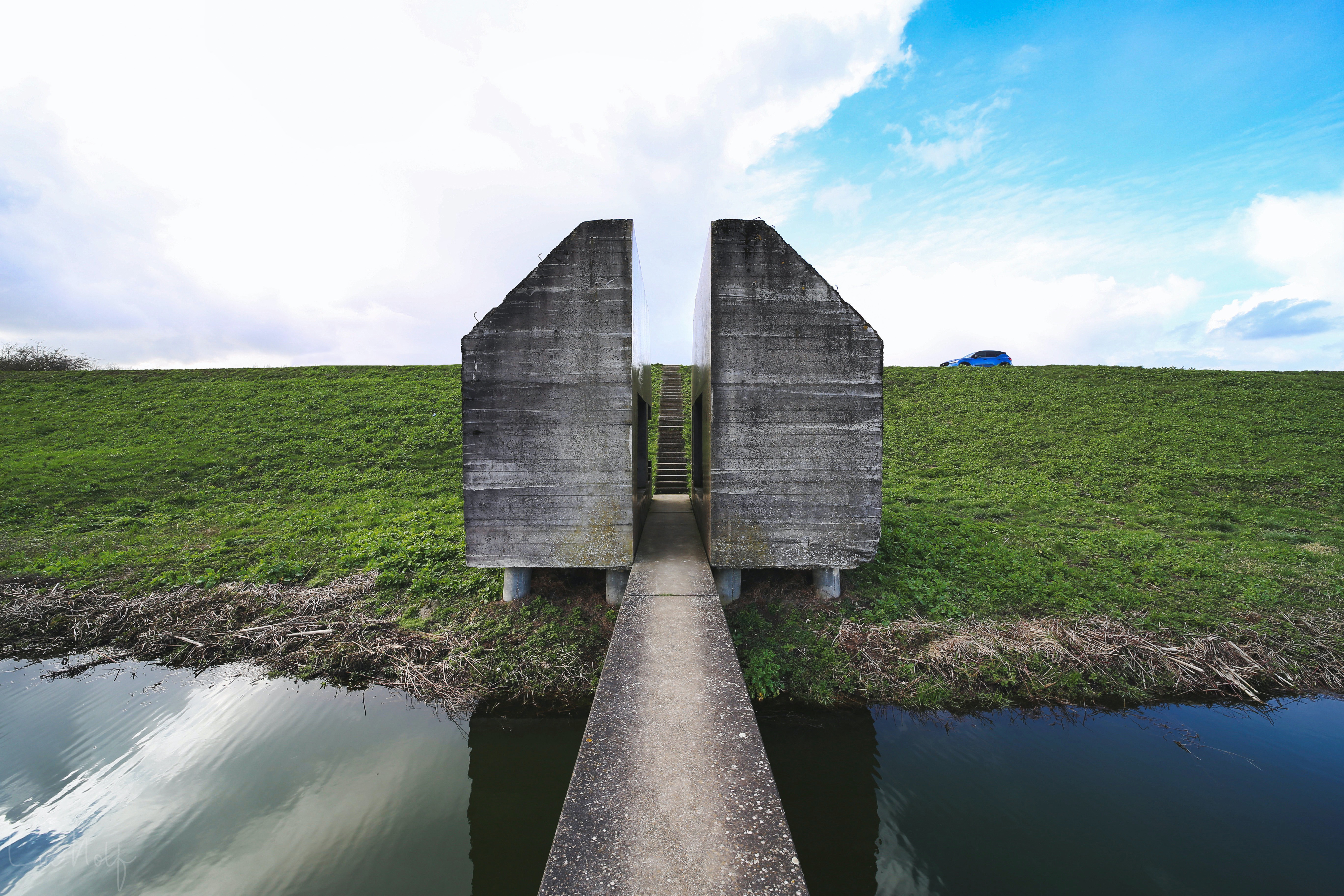
Blick vom See zum Deich

Bunker 599 ist eine Installation auf dem Gebiet der Stadt Culemborg in der niederländischen Provinz Gelderland. Es handelt sich um einen in zwei Teile zersägten Bunker mit Zugang zu einem kleinen künstlichen See.

## Bunker
Der Bunker 599 war Teil der 700 Bunker umfassenden Neuen Holländischen Wasserlinie, einer Verteidigungslinie, die durch Überflutung weiter Landstriche zwischen Zuiderzee bzw. IJsselmeer und Waal einen Vormarsch deutscher Truppen Richtung Festung Holland verhindern sollte. Er ist vom Bunkertyp Groepsschuilplaats Type P und wurde 1940 gebaut, um 13 Soldaten Schutz zu bieten. Er liegt am Fuß des Diefdijks, der die Grenze zwischen den Provinzen Utrecht und Gelderland bildet, etwa 150 Meter südlich der Autobahn 2 von Utrecht nach ’s-Hertogenbosch.

## Installation
Bunker 599 ist eine Installation des niederländischen Landschaftsarchitekturbüros RAAAF zusammen mit dem Atelier de Lyon, die 2010 vollendet wurde. Mit einer Seilsäge wurde in 40 Tagen mittig aus dem Bunker ein Segment von gut einem Meter Breite herausgeschnitten. Vom Deich führt eine Treppe zum Bunker hinab und ein Betonplattenweg verläuft zwischen den Bunkerhälften zu einem Steg über einen künstlichen See, der an die geplante Überschwemmung des Gebietes erinnern soll. Bunker und Steg sind frei zugänglich.
Die Installation erhielt 2011 den Dutch Design Award – Best Exterior und 2013 den AR Emerging Architecture Award.
Seit 2014 ist Bunker 599 ein Rijksmonument. Er ist auch Teil der Nominierung der Neuen Holländischen Wasserlinie zum UNESCO-Weltkulturerbe.

## Nachweise
1. 1 2  Alyn Griffiths: Movie shows concrete bunker cut in half by RAAAF and Atelier de Lyon auf www.dezeen.com vom 11. Dezember 2013, abgerufen am 29. April 2019
2. ↑  Bunker 599 – Landschaftsprojekt in den Niederlanden auf www.baunetz.de vom 5. November 2010, abgerufen am 29. April 2019
3. ↑  Rose Etherington: Winners of 2011 Dutch Design Awards announced auf www.dezeen.com vom 22. Oktober 2011, abgerufen am 29. April 2019
4. ↑  Joint Winner – Bunker 599 by RAAAF & Atelier de Lyon auf emergingarchitecture.architectural-review.com, abgerufen am 29. April 2019
5. ↑  Monumentnummer: 531728 te Culemborg auf monumentenregister.cultureelerfgoed.nl, abgerufen am 29. April 2019
6. ↑  UNESCO Nominatiedossier: Nieuwe Hollandse Waterlinie – Uitbreiding va de Stelling van Amsterdam (Memento des Originals vom 30. April 2019 im Internet Archive)  Info: Der Archivlink wurde automatisch eingesetzt und noch nicht geprüft. Bitte prüfe Original- und Archivlink gemäß Anleitung und entferne dann diesen Hinweis., abgerufen am 29. April 2019

Koordinaten: 51° 56′ 9,4″ N, 5° 9′ 12,6″ O